# Gaufredus Malaterra
Gaufredus Malaterra war ein normannischer Chronist des 11. Jahrhunderts. Genaue Lebensdaten sind nicht bekannt.
Er gehörte möglicherweise zu den Benediktinermönchen aus der Abtei Saint-Évroult im Pays d’Ouche, die mit Robert von Grantmesnil nach Kalabrien kamen. Stationen seiner Klosterlaufbahn waren die Abtei Sant’Eufemia  (die von Saint-Évroult aus gegründet worden war), dann die Abtei S. Trinità di Mileto und zuletzt Sant’Agata in Catania auf Sizilien, wo ihn der Graf Roger I. von Sizilien, den er persönlich kannte, mit der Niederschrift seiner (Rogers) und seines Bruders Robert Guiskards Biografie beauftragte.
Er verfasste eine Chronik, die neben Wilhelm von Apulien und Amatus von Montecassino zu den drei Hauptquellen gehört, die über die Aktivitäten der Normannen in Süditalien und im Mittelmeer berichten, hier im Wesentlichen über die des Grafen Roger. Gaufred berichtet erst über den byzantinischen Feldzug Robert Guiscards, danach jedoch nur noch über die Feldzüge Rogers auf der Basis der mündlichen tradierten Erzählungen, die er gesammelt hatte, und ist dabei oft die einzige Quelle.
Seinem Berichte war unter anderem zu entnehmen, dass die Sarazenen angeblich das Herze von Serlo II. aus dem Adelsgeschlecht Hauteville verspeisten, da sie glaubten, sich durch die kannibalistische Handlung seine Tapferkeit aneignen zu können.
Der Bericht endet im Jahr 1099 und kann bis dahin als offizielle Geschichtsschreibung des Hofes Rogers von Sizilien verstanden werden. Er ist dem Abt und ersten Bischof von Catania, Ansgerius, gewidmet.

## Werk
- De rebus gestis Rogerii Calabriae et Siciliae comitis et Roberti Guiscardi ducis fratris eius a cura di Ernesto Pontieri, Bologna; Città di Castello, N. Zanichelli; Lapi, 1925
- Ruggero I e Roberto il Guiscardo, Ed. Vito Lo Curto, Cassino, Francesco Ciolfi, 2002, ISBN 88-86810-10-5
- Imprese del conte Ruggero e del fratello Roberto il Guiscardo, Palermo, Flaccovio, 2000, ISBN 88-7804-171-8
- The deeds of Count Roger of Calabria and Sicily and of his brother Duke Robert Guiscard, Ed. Kenneth Baxter Wolf, Ann Arbor, University of Michigan Press, 2005, ISBN 0-472-11459-X